# Volta Internacional Cova da Beira
La Volta Internacional Cova da Beira è una corsa a tappe maschile di ciclismo su strada che si svolge in Portogallo nel mese di giugno. È inserita nel calendario dell'UCI Europe Tour classe 1.2.

## Albo d'oro
Aggiornato all'edizione 2025.
| Anno    | Vincitore       | Secondo                  | Terzo            |
| ------- | --------------- | ------------------------ | ---------------- |
| 2016    | Joni Brandão    | Sergio Pardilla          | Edgar Pinto      |
| 2017    | Jesus del Pino  | Aleksandr Evtušenko      | Beñat Txoperena  |
| 2018    | Dmitry Strakhov | César Fonte              | Joni Brandão     |
| 2019    | Edwin Ávila     | Vicente García de Mateos | Joni Brandão     |
| 2020-22 | non disputata   | non disputata            | non disputata    |
| 2023    | Artëm Nyč       | Abel Balderstone         | Pelayo Sánchez   |
| 2024    | Artëm Nyč       | Alex Molenaar            | Mauricio Moreira |
| 2025    | Alexis Guerin   | Jesús David Peña         | Artëm Nyč        |